# Johnny Rosenblatt Stadium
Le Johnny Rosenblatt Stadium est un stade de baseball situé à Omaha (Nebraska). C'est le stade de l'équipe des Omaha Royals dans la Pacific Coast League et le site des College World Series, le tournoi final du baseball universitaire de Division I. Le stade ferme en 2010, puis est détruit en 2013, le College World Series se tient maintenant dans la nouvelle enceinte du TD Ameritrade Park.

## Histoire
Le Omaha Municipal Stadium est construit en 1947 pour accueillir les Omaha Cardinals (Western League, niveau A) lors de la saison suivante. L'équipe affiliée avec les Cardinals de Saint-Louis est alors la première équipe professionnelle de baseball à s'installer à Omaha. En 1950, le stade accueille pour la première fois les College World Series. En 1955, les Omaha Cardinals remplacent les Columbus Red Birds comme équipe affiliée des Cardinals dans l'Association américaine (niveau Triple-A). L'équipe disparaît en 1959 après une baisse importante du nombre de spectateurs. En 1961, les Dodgers de Los Angeles sont contraints de déplacer leur équipe affiliée des Saints depuis Saint Paul lors de la création dans la ville voisine de Minneapolis des Twins du Minnesota en Ligue majeure. Après deux saisons, les Omaha Dodgers disparaissent avec leur ligue.
En 1964, le stade est renommé en l'honneur de Johnny Rosenblatt, ancien maire d'Omaha. Il fut l'une des personnalités ayant milité pour la construction du stade, l'installation d'une équipe professionnelle de baseball à Omaha et la venue des College World Series dans le Nebraska.
En 1969, le baseball professionnel revient à Omaha lorsque les Royals de Kansas City y installent leur équipe affiliée de niveau Triple-A. Les Royals ont joué dans l'Association américaine jusqu'à sa dissolution en 1997, puis ont rejoint la Ligue de la côte du Pacifique en 1998.

## College World Series
Depuis 1950, Omaha et le Rosenblatt Stadium sont devenus le lieu unique où se déroule la phase finale du championnat universitaire de baseball de Division I au mois de juin. Chaque année, près de 300 équipes universitaires débutent la saison dans l'espoir de jouer dans The Blatt. 64 équipes se qualifient pour le tournoi NCAA et seules 8 équipes participent au tournoi final pendant 10 jours à Omaha. Le Rosenblatt Stadium et la ville d'Omaha sont devenus un lieu de pèlerinage pour les supporters du baseball universitaire.
Depuis la première édition du tournoi qui a attiré 17 805 spectateurs lors des 15 matchs programmés, la popularité de la compétition a grandi progressivement ainsi que la capacité du stade. En 2001, la ville d'Omaha a investi 7,3 millions de dollars pour le remplacement des sièges et l'aménagement des gradins le long du champ extérieur. La capacité du stade est portée à 23 415 sièges, un nombre insuffisant face aux nombreuses demandes de billets. Le 16 juin 2006, la barre des 6 millions de spectateurs cumulés est atteinte. Cinq jours plus tard, le nombre record de 30 335 spectateurs sont présents pour les deux matchs du jour (North Carolina-Cal State Fullerton et Oregon State-Rice).
En 1999, la sculpture "Road to Omaha" est inaugurée devant l'entrée principale du stade. Créée par John Lajba, un artiste local, la sculpture met en scène trois joueurs portant en triomphe l'un de leurs coéquipiers.

## Événements
- College World Series, de 1950 à 2010

## Galerie

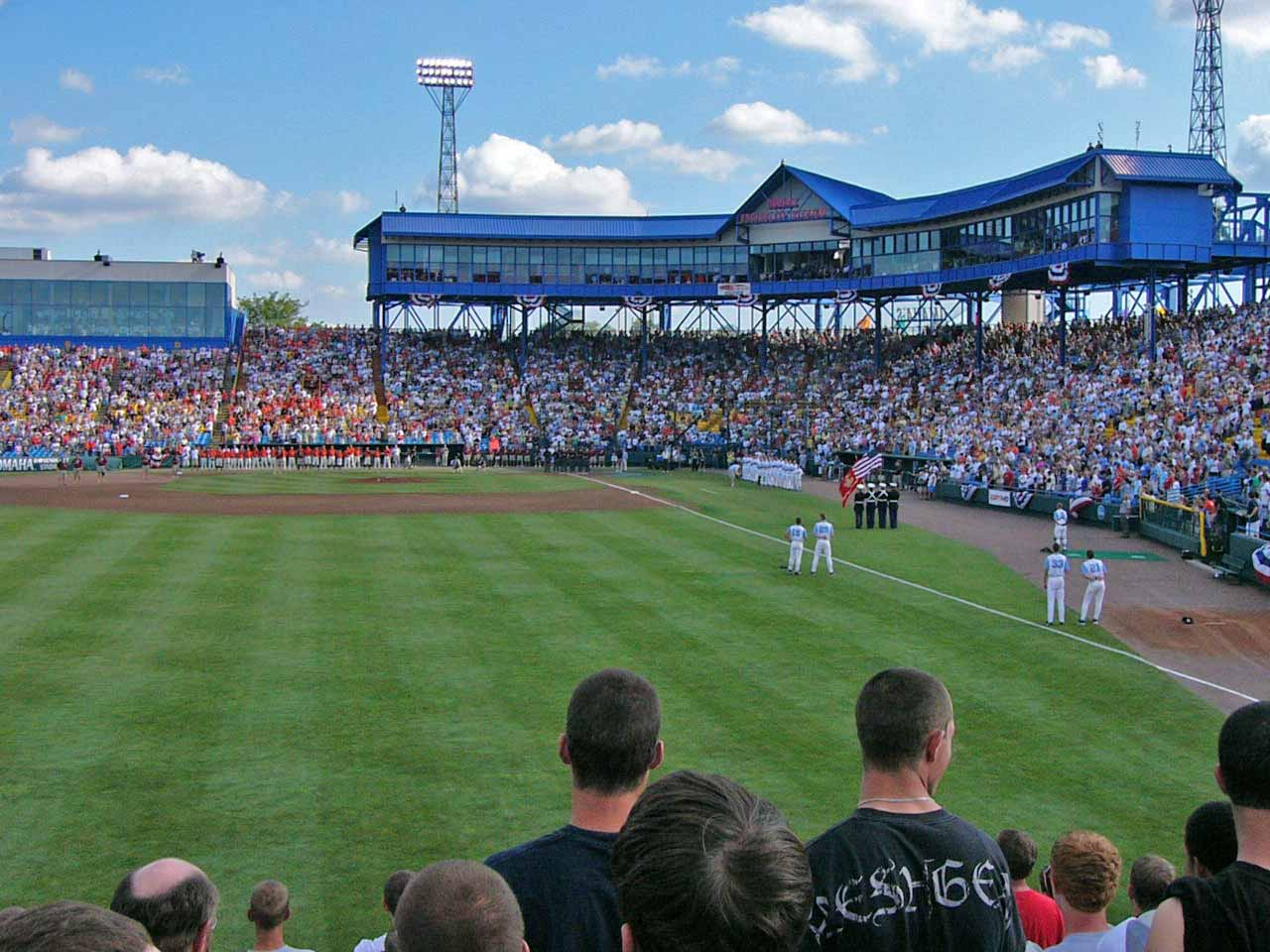
College World Series de 2006
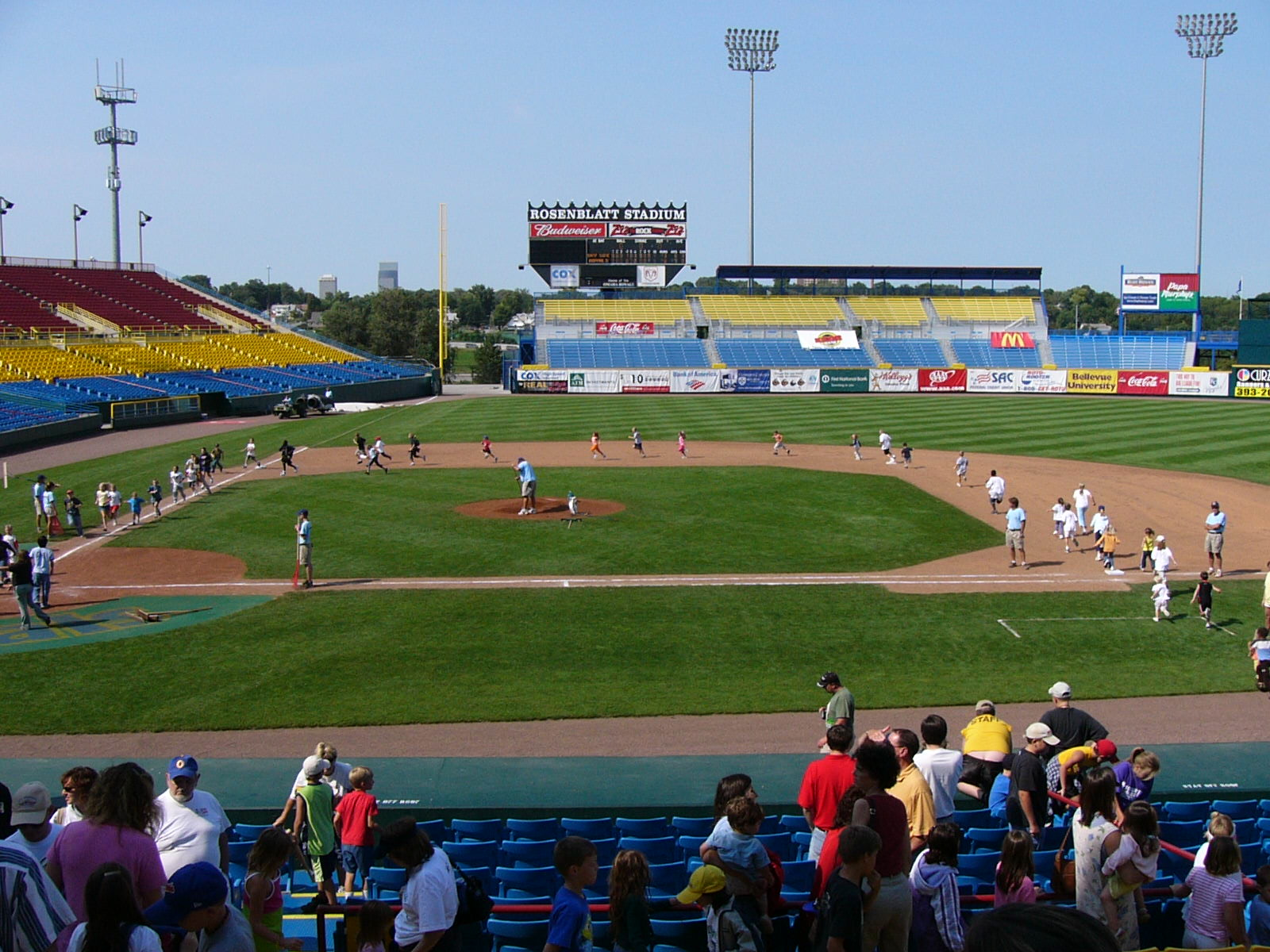
Intérieur du stade
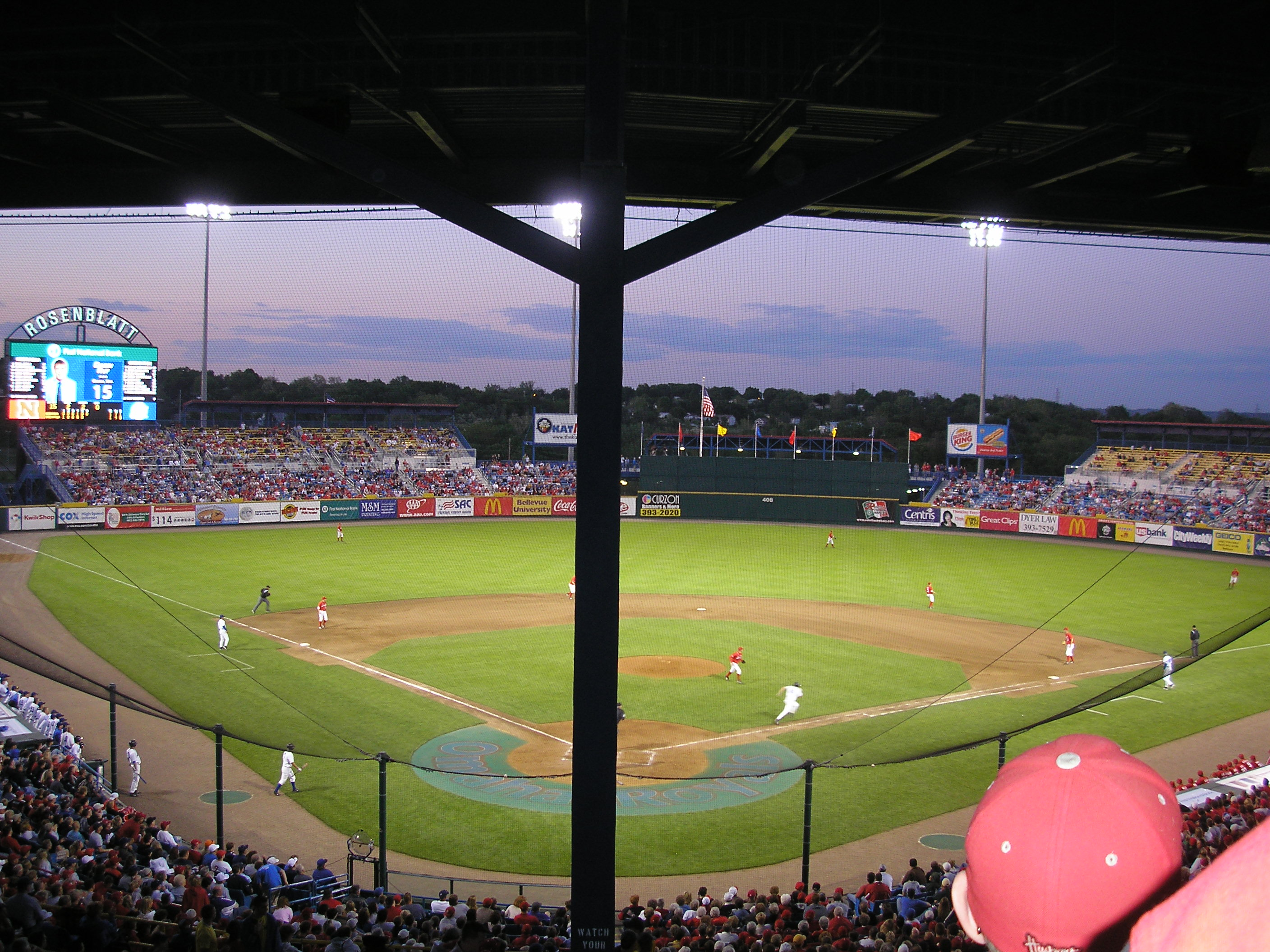
Intérieur du stade
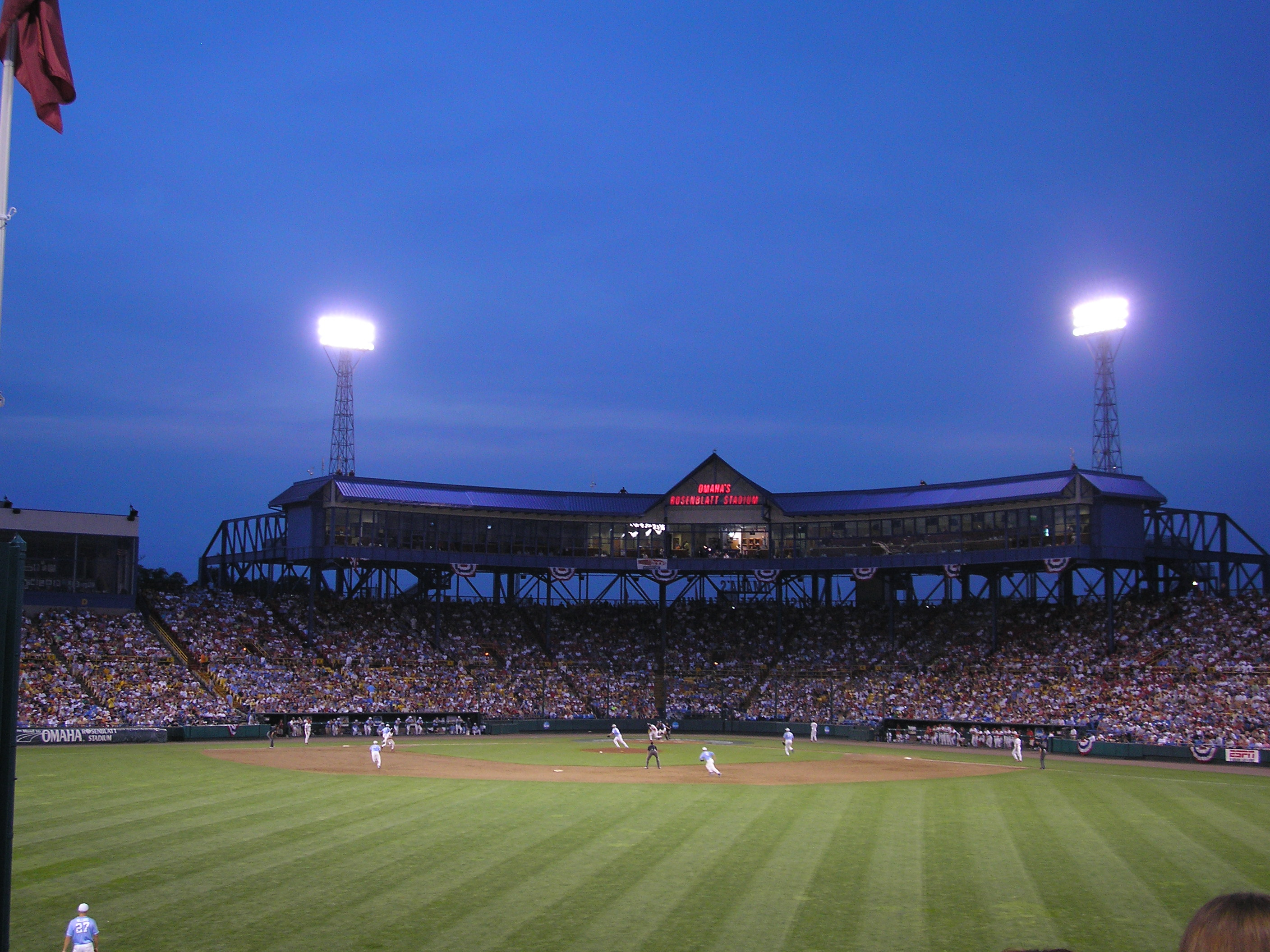
Intérieur du stade
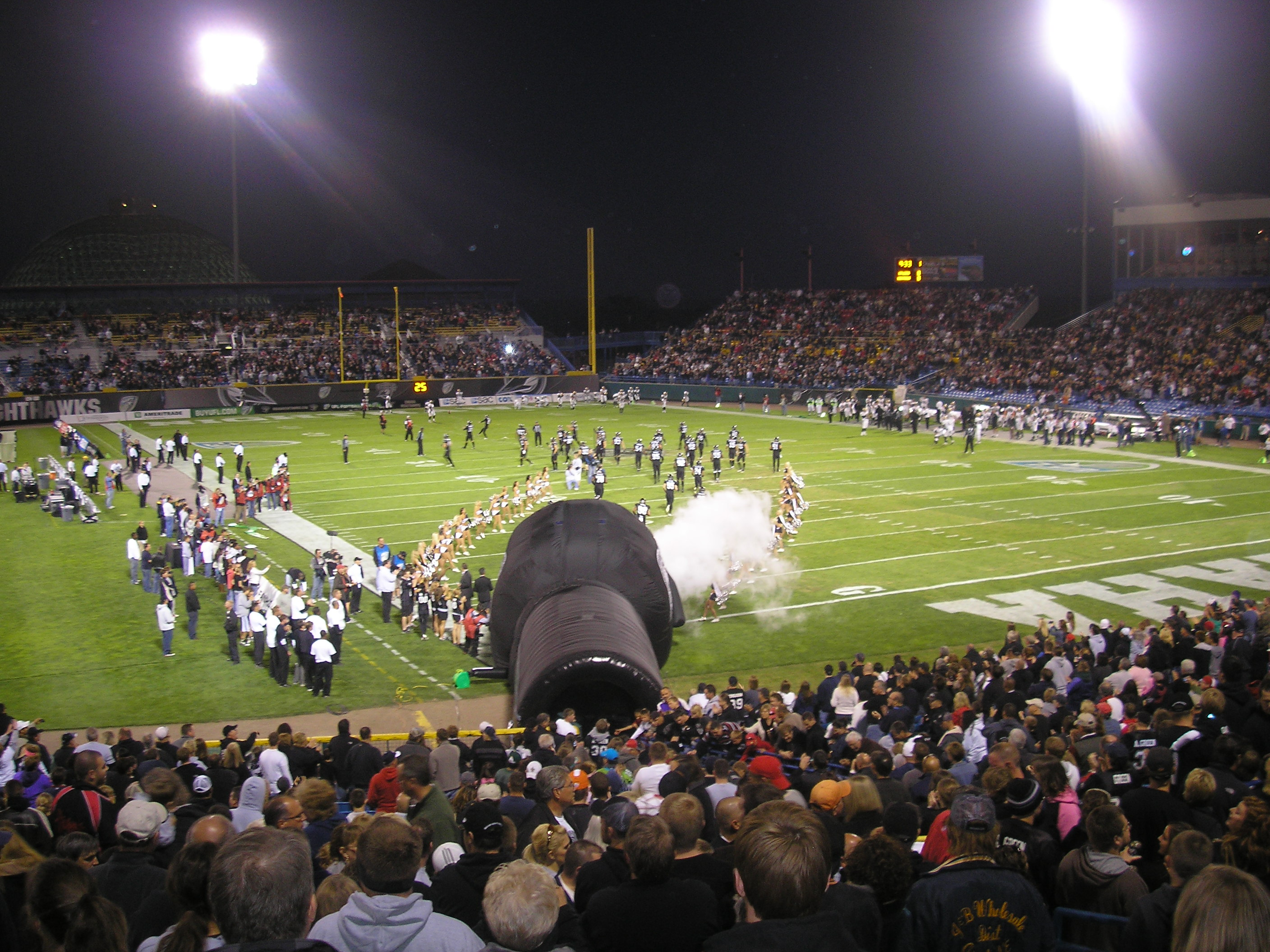
Rencontre de UFL